# Buddleja davidii
Buddleja davidii Franch., 1887  (talora denominato nei cataloghi orticoli 'Arbusto delle Farfalle') è un arbusto caducifoglio a rami arcuati, appartenente alla famiglia delle Scrofulariacee.

## Etimologia
L'epiteto specifico è stato definito dal botanico francese Adrien René Franchet (1834 – 1900) per ricordare il contemporaneo missionario padre Armand David scopritore di numerose specie botaniche orientali.
Uno dei nomi volgari (albero/arbusto delle farfalle) deriva dal fatto che la prolungata e profumata fioritura, per tutto il periodo estivo, facilita la continua visita delle farfalle.

## Descrizione
Secondo la classificazione proposta da Raunkiær la forma biologica della pianta è definita come fanerofite cespugliose (P caesp): ossia piante perenni e legnose con gemme poste ad un'altezza superiore a 30 cm. dal suolo, con portamento cespuglioso.

### Radici
Normali radici da arbusto che producono numerosi stoloni sotterranei.

### Fusto

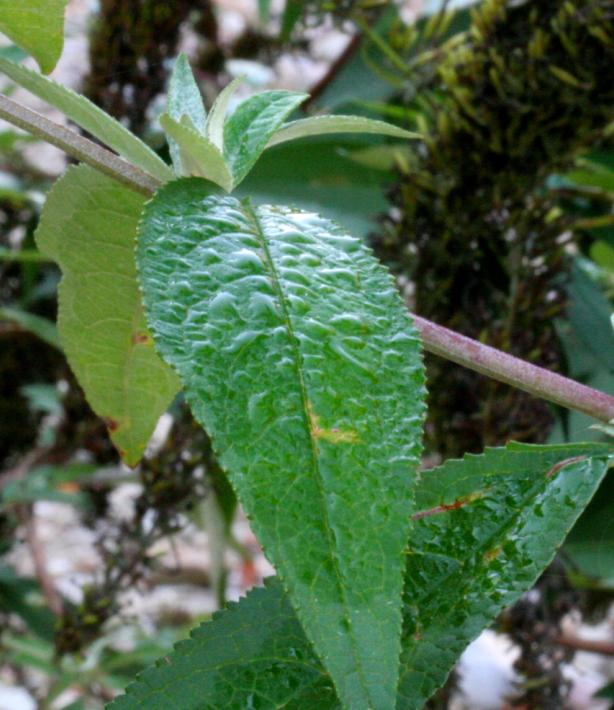
Fusto quadrangolare con foglie lanceolate e nervature sporgenti

La pianta è ramificata dalla base con robusti rami, prima eretti e poi decombenti (che tornano a dirigersi verso il basso). La sezione del fusto è quadrangolare e alla base si presenta legnoso con una chiara corteccia fessurata longitudinalmente, mentre verso l'alto i rami più giovani sono subtetragoni e pelosi. Dimensioni medie: dai 2 ai 5 m.

### Foglie

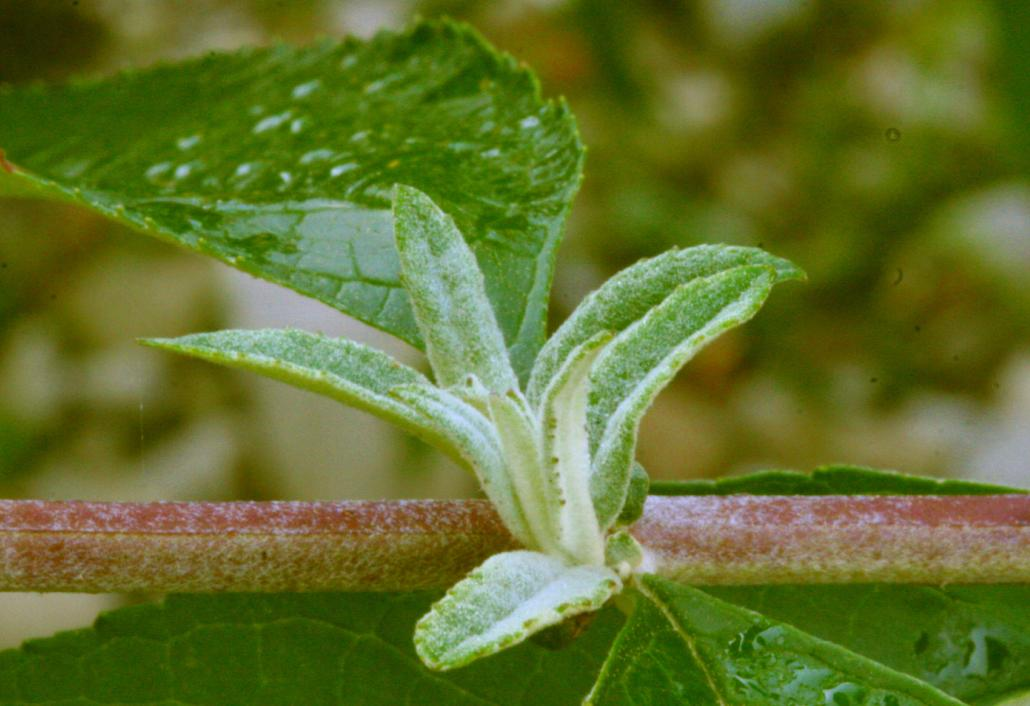
Foglie con stipole

Le foglie sono a fillotassi opposta e di forma ovato - lanceolate. La lamina è rugosa e intera; sui bordi è lievemente crenulata seghettata con nervature infossate di sopra e sporgenti di sotto. La pagina superiore è verde e glabra, mentre quella inferiore è bianca – grigiastra cotonosa (pubescente). Le foglie, dotate di  stipole, sono picciolate quelle inferiori, sessili quelle superiori. Dimensioni delle foglie: larghezza 2 – 4 cm; lunghezza 6 – 12 cm.

### Infiorescenza

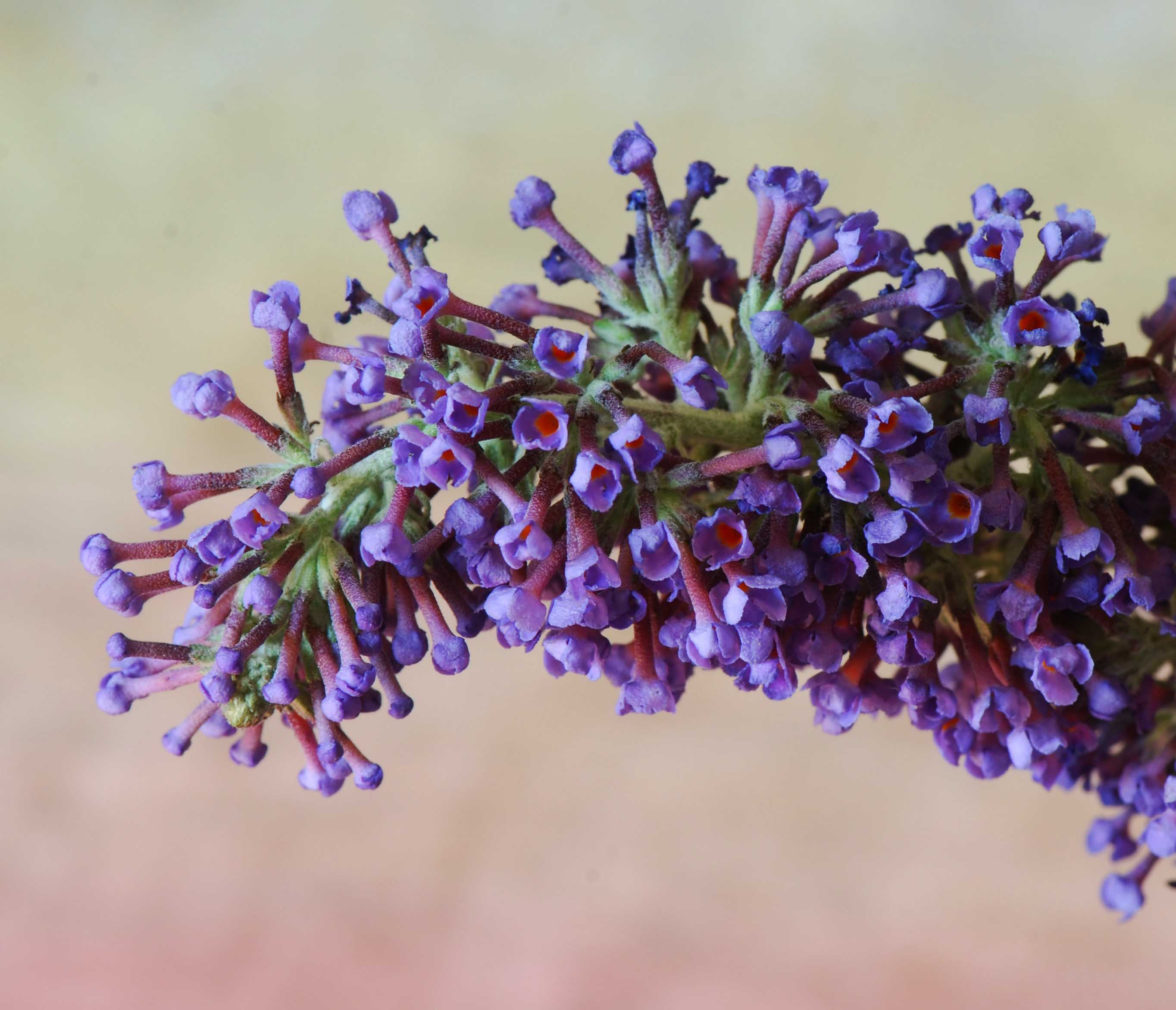

L'infiorescenza è una densa pannocchia conica (o piramidale) terminale composta da numerosi mazzetti di fiori agglomerati. Dimensione della pannocchia: diametro 3 cm; lunghezza 30–60 cm.

### Fiori

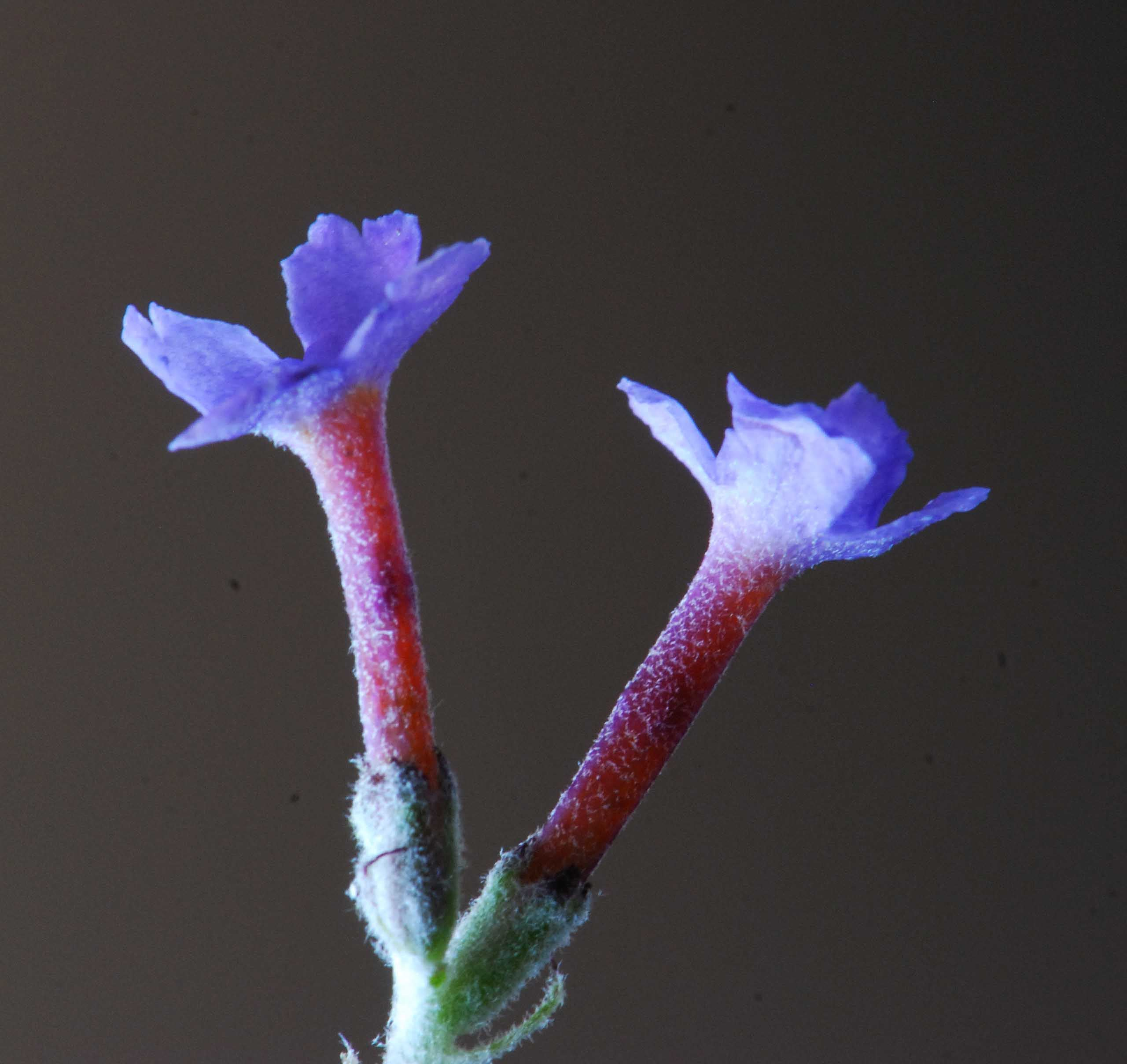
Fiori di B. davidii x fallowiana con lunghi tubi corollini

I fiori, ermafroditi, attinomorfi, gamopetali,gamosepali e tetrameri, sono delicatamente profumati di miele. Il colore dei fiori è azzurro lilla nella specie e varia dal lilla pallido al violetto intenso, ma anche bianco nelle cultivar. Dimensioni del fiore: 1 – 1,5 cm; diametro totale: 5 mm.
- Calice: il calice è campanulato e appare bianco per la sua tomentosità con sepali dentati (4 denti), saldati (fiore gamosepalo) e più corti del tubo calicino. Dimensione del calice: 2,5 mm
- Corolla: la corolla tubulosa (fiore gamopetalo) è lunga e terminante con 4 lobi  patenti e una macchia rossastra al centro. Lunghezza del tubo corollino: 8 mm.
- Androceo: gli stami sono 4 ad antere sessili; sono inseriti nel tubo corollino e quindi non fuoriescono e sono perciò inclusi.
- Gineceo: l'ovario è  supero costituito da due carpelli fusi.
- Fioritura: da agosto a settembre.
- Impollinazione: tramite insetti (soprattutto farfalle).

### Frutti
Il frutto è una capsula biloculare (derivata dai due carpelli) avvolta dal calice e dalla corolla che sono persistenti. È lunga circa 1 cm e contiene numerosissimi minuti semi (alcuni milioni) che il vento trasporta lontano.

## Distribuzione e habitat
- Geoelemento: il tipo corologico è relativo all'areale cinese.
- Diffusione: il luogo d'origine della pianta è la Cina  nordoccidentale. In quest'area la specie cresce spontaneamente nelle fasce arbustive degli ambienti montani in un vasto areale dal Gansu al Guangxi.

In Europa venne introdotta verso il 1895 a scopo ornamentale ma ben presto si dimostrò infestante in quanto si adatta facilmente a qualunque tipo di terreno e resiste bene al freddo (diversi gradi sotto lo zero). In Italia è comune soprattutto al Nord dove è naturalizzata.
È stato dimostrato che la presenza di questa specie è in grado di modificare la fauna dell'ambiente in cui è stata introdotta .
- Habitat: la pianta richiede un clima temperato; si trova quindi in zone soleggiate, ma anche a mezz'ombra. Cresce sui dirupi e nei luoghi incolti, rive dei fiumi e scarpate.
- Diffusione altitudinale: da 0 a 1300 m s.l.m..

## Tassonomia

### Varietà
Della specie Buddleja davidii Franch. segnaliamo le seguenti varietà (per alcuni autori sono solamente dei sinonimi della specie principale):
- var. magnifica (Wilson) Rehder & Wilson: fiori di colore violetto lucente.
- var. nanhoensis (Chiitenden) Rehder
- var. veitchianus (Veitch) Rehder: fiori di colore eliotropico.
- var. wilsonii (Wilson) Rehder & Wilson: fiori di colore rosa lillacino.

### Ibridi
È segnalato inoltre un ibrido con un'altra specie dello stesso genere:
- Buddleja weyeriana Weyer  = ibrido fra Buddleja davidii var. magnifica × Buddleja globosa

## Usi

### Giardinaggio
È largamente coltivata per l'abbondante e copiosa fioritura. Se ne contano oltre 15 cultivar (varietà di coltivazione) a colori diversi.
È pianta visitata dalle api sia per il nettare che per il polline.

## Galleria d'immagini

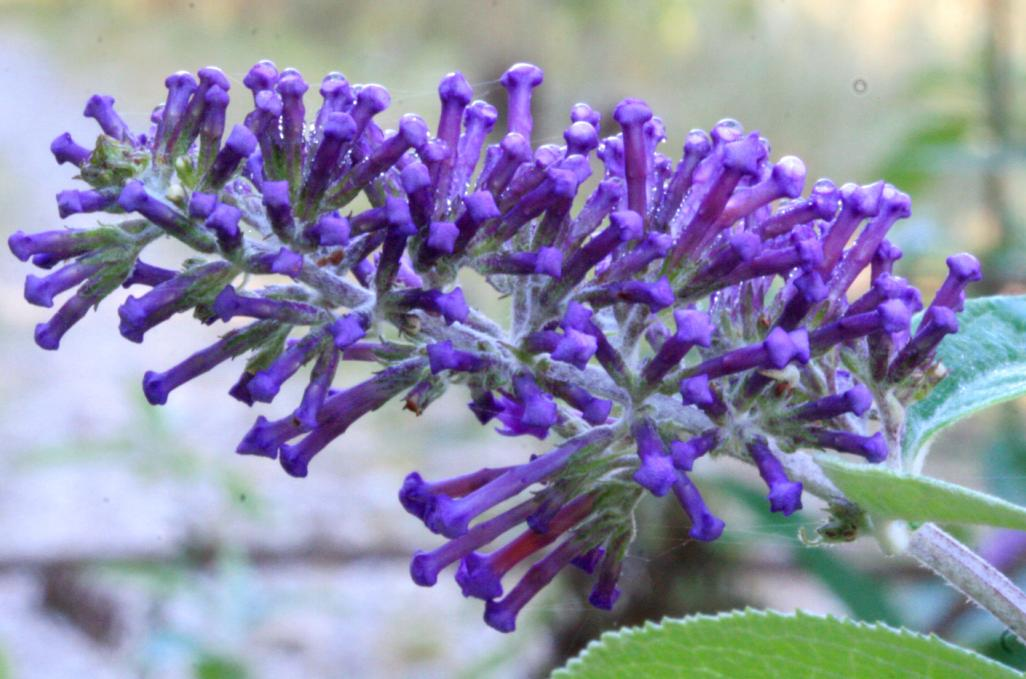
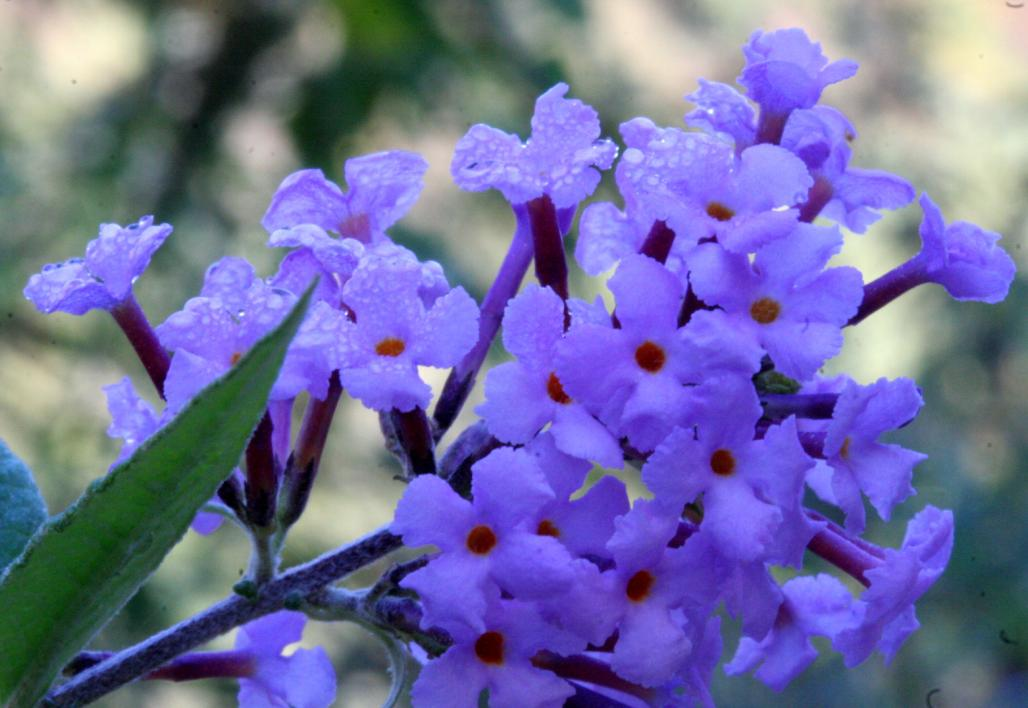
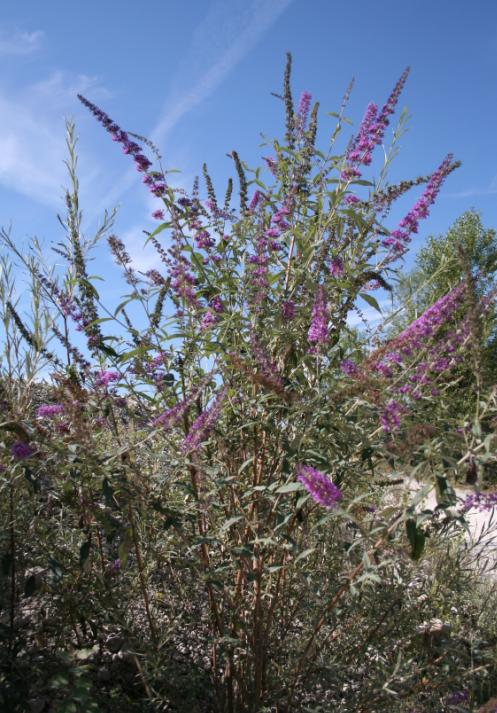
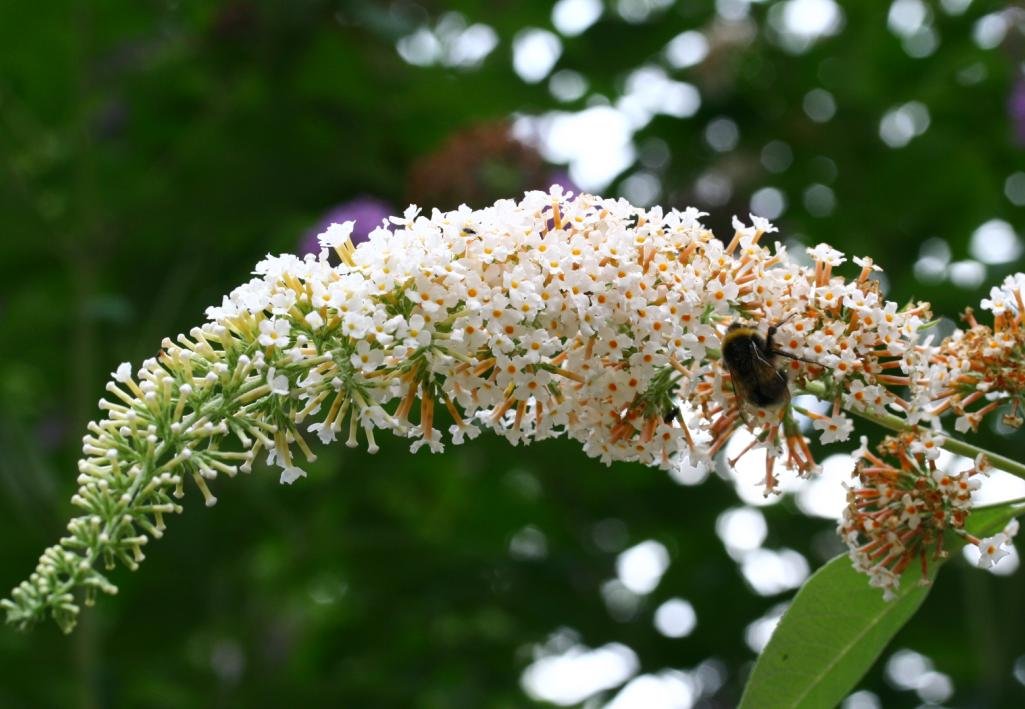
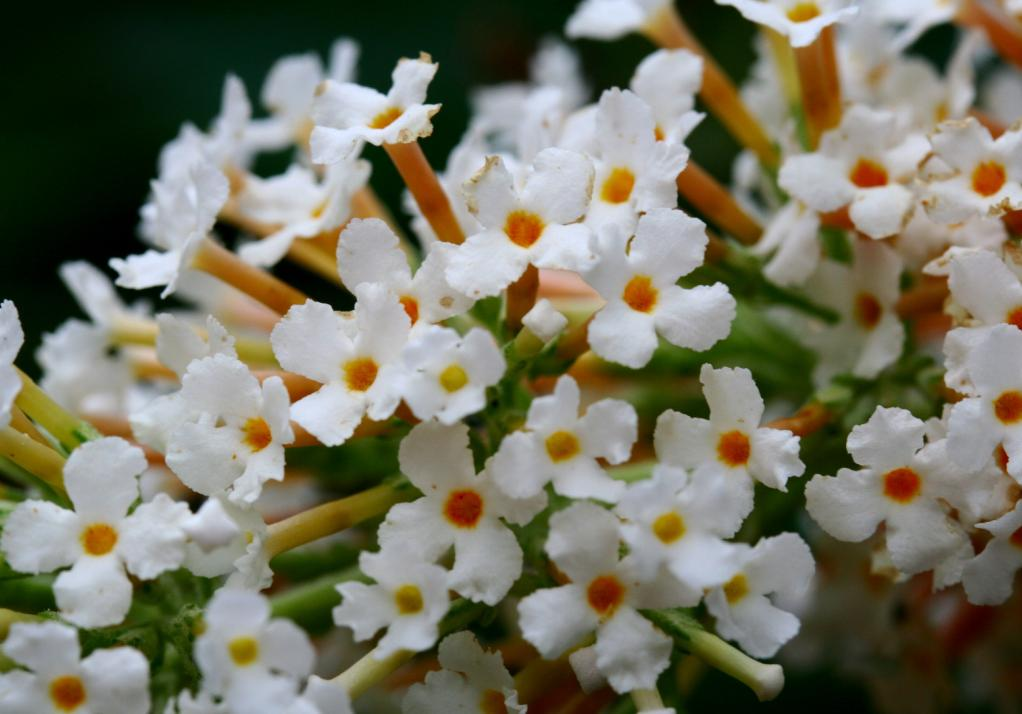